# Punkteregel
Die Punkteregel ist die Spielregel, die für eine Sportart die Anzahl der Tabellenpunkte festlegt, mit der Siege, Unentschieden und Niederlagen bewertet werden. Typische Ausprägungen sind die Drei-Punkte-Regel und die Zwei-Punkte-Regel.

## Zwei-Punkte-Regel und Drei-Punkte-Regel
Die traditionell in den meisten Sportarten verbreitete Regelung bestand darin, einen Sieg in der Tabelle mit zwei Pluspunkten und keinem Minuspunkt, ein Unentschieden mit einem Plus- und einem Minuspunkt, eine Niederlage mit zwei Minuspunkten und keinem Pluspunkt zu bewerten. Diese Regelung wurde im Nachhinein als Zwei-Punkte-Regel bezeichnet.
In mehreren Sportarten wurde sie inzwischen durch die Drei-Punkte-Regel ersetzt, nach der ein Sieg mit drei Punkten bewertet wird und ein Unentschieden mit einem Punkt, Minuspunkte entfallen. Im Fußball wurde diese Regel vom Fußballweltverband FIFA zur Saison 1995/96 weltweit eingeführt. Danach wurde die Drei-Punkte-Regel auch in anderen Mannschaftssportarten eingeführt. In Sportarten, deren Spiele eher selten oder nie unentschieden enden, wird teilweise nach wie vor nach der Zwei-Punkte-Regel gespielt (z. B. Handball, Basketball).
Die Drei-Punkte-Regel sollte erreichen, dass die Mannschaften stärker auf Sieg spielen, weil der Lohn für den Gewinn des Spiels dabei höher ist.

## Punkteregeln in verschiedenen Sportarten

### Fußball
Die Drei-Punkte-Regel wurde ursprünglich 1981 von der FA auf Vorschlag von Jimmy Hill im englischen Ligasystem eingeführt. In den folgenden Jahren folgten Länder wie Israel, Neuseeland, die Türkei und Norwegen.
Der Beschluss, von der Zwei-Punkte- zur Drei-Punkte-Regel zu wechseln, wurde von der FIFA 1994 getroffen und erstmals bei der Fußball-Weltmeisterschaft 1994 angewandt. In der deutschen und österreichischen Fußball-Bundesliga und in der Schweizer Nationalliga wurde die Regelung ab der Saison 1995/96 umgesetzt. In Frankreich allerdings war diese Regel zwischen 1998 und 2016 in allen Frauen- sowie den Amateurligen der Männer (von der CFA an abwärts) dahingehend modifiziert, dass die Teilnehmer zusätzlich für jedes ausgetragene und nicht am „Grünen Tisch“ entschiedene Spiel einen weiteren Punkt erhielten, also (S-U-N) 4-2-1 statt 3-1-0.

### Eishockey
In der Deutschen Eishockey Liga und der Österreichischen Eishockey-Liga wird eine komplexere Form der Drei-Punkte-Regel angewendet:
- Der Sieger eines Spiels nach regulärer Spielzeit erhält drei Punkte, der Verlierer nach regulärer Spielzeit keinen.
- Der Sieger nach Verlängerung (Overtime) oder Penaltyschießen erhält zwei Punkte, der Verlierer einen.

Auch bei der Eishockey-Weltmeisterschaft der Herren 2008 und bei den Olympischen Winterspielen 2010 wurde diese Punkteregel angewandt.
In der National Hockey League gilt folgende Punkteverteilung nach der Zwei-Punkte-Regel:
- Der Sieger eines Spiels nach regulärer Spielzeit, Verlängerung oder Penaltyschießen erhält zwei Punkte
- Der Verlierer nach Verlängerung oder Penaltyschießen erhält einen Punkt

In unterklassigen Ligen in Deutschland hängt die Anwendung der Drei- oder Zwei-Punkte-Regel in der regulären Saison davon ab, ob die jeweiligen Durchführungsbestimmungen im Fall eines Unentschiedens eine Verlängerung und ggf. Penalty-Schießen vorsehen, oder nicht.
So wird in der höchsten Spielklasse des Bayerischen Eissport-Verbands, der Bayernliga (die Teil der Regionalliga ist), die Dreipunkte-Regel angewandt, in der Landesliga und der Bezirksliga jedoch die Zwei-Punkte-Regel.

### Hockey
International wurde im Hockey bis zum Jahre 1999 nach der Zwei-Punkte-Regel gewertet. Bei der Champions Trophy der Damen und Herren 2000 in Amstelveen galt erstmals die Drei-Punkte-Regel und gilt seitdem unverändert. In Deutschland wurde sie zur Feldsaison 2000 eingeführt.

### Volleyball
In Deutschland galt bis zum Ende der Saison 2012/13 die Zwei-Punkte-Regel, d. h. der Sieger erhielt zwei Punkte und der Verlierer null Punkte – egal mit welchem Satzverhältnis das Spiel ausging.
Zu Beginn der Saison 2013/14 hat der Deutsche Volleyball-Verband von der 1. Bundesliga bis hinunter zur Kreisklasse die Drei-Punkte-Regel eingeführt. Diese wird bereits seit Jahren bei internationalen Turnieren und in den Ligen vieler Länder angewandt.
Die Drei-Punkte-Regel im Volleyball sieht im Detail wie folgt aus:
Mannschaften, die ein Spiel mit 3:0 oder 3:1 Sätzen gewinnen, erhalten drei Punkte für einen Sieg. Die jeweiligen Verlierer erhalten keinen Punkt. Bei einem 3:2-Sieg erhält der Gewinner zwei Punkte und der Verlierer einen Punkt.

### Rugby
Bei der 2007 ausgetragenen Rugby-Weltmeisterschaft galt folgende Punkteregel:
- 4 Punkte bei einem Sieg
- 2 Punkte bei einem Unentschieden
- 0 Punkte bei einer Niederlage (vor möglichen Bonuspunkten)
- 1 Bonuspunkt für vier oder mehr erfolgreiche Tries (Versuche), unabhängig vom Endstand
- 1 Bonuspunkt bei einer Niederlage mit sieben oder weniger Spielpunkten Unterschied

Daraus ergeben sich in Abhängigkeit vom Ergebnis und den erzielten Versuchen für einen Sieg 4 oder 5, für ein Unentschieden 2 oder 3 und für eine Niederlage 0, 1 oder 2 Punkte.

### Schach
Im Schach bekommt der Partiegewinner einen Punkt, der Verlierer null Punkte, für ein Unentschieden (Remis) bekommen beide Spieler einen halben Punkt.
Auch bei Mannschaftskämpfen im Schach gilt die Zweipunkteregelung: Pro Partie gibt es einen Brettpunkt für den Sieger oder je einen halben Brettpunkt für ein Remis. Die Mannschaft mit mehr Brettpunkten bekommt zwei Mannschaftspunkte. Bei Gleichstand der Brettpunkte bekommen beide Mannschaften je einen Mannschaftspunkt.

### Basketball
Im Basketball wird grundsätzlich die Zwei-Punkte-Regelung angewandt. In der Bundesliga der Herren gibt es für einen Sieg 2:0 Punkte, bei einer Niederlage 0:2 Punkte. In anderen Ligen gibt es die Regelung, dass es bei einem Sieg zwei und bei einer Niederlage null Punkte gibt. Wird eine Spielwertung (also Spielverlust) ausgesprochen, so wird ein Punkt abgezogen. Dadurch sind Mannschaften mit solchen Strafen bei gleicher Anzahl Siege automatisch schlechter platziert.
Im internationalen Basketball gibt es bei Welt- und Europameisterschaften für einen Sieg zwei Punkte und für eine Niederlage einen Punkt.

### Weitere Sportarten
Auch in anderen Sportarten gibt es – abhängig von Turnier und Austragungsort – die Möglichkeit, dass der Sieger eines Spieles zwei Punkte erhält, während der Verlierer noch einen Punkt bekommt. Hintergrund ist, dass so zum einen die Teilnahme am Spiel belohnt wird, zum anderen keine Unentschieden möglich sind, also auch keine Regelung dazu notwendig ist. In einigen Sportarten gibt es aber auch Verbände und Ligen, die nur die Siege zählen, mithin also eine faktische Ein-Punkte-Regel verwenden (z. B. MLB, die NBA und die NFL). In diesen drei Ligen zählt allerdings die winning-percentage für die Tabellenreihenfolge. In einigen dieser Ligen sind auch Unentschieden möglich (z. B. NFL).